# Eunidia albomaculata
Eunidia albomaculata es una especie de escarabajo longicornio del género Eunidia, categorizada en la tribu Eunidiini, de la subfamilia Lamiinae. Fue descrita por R. Bate, Sudre & D. Bate en 2023.

## Descripción
Mide 4,9 mm de longitud.

## Distribución
Se distribuye por Sudáfrica.